# Thomas-Cook-Statue

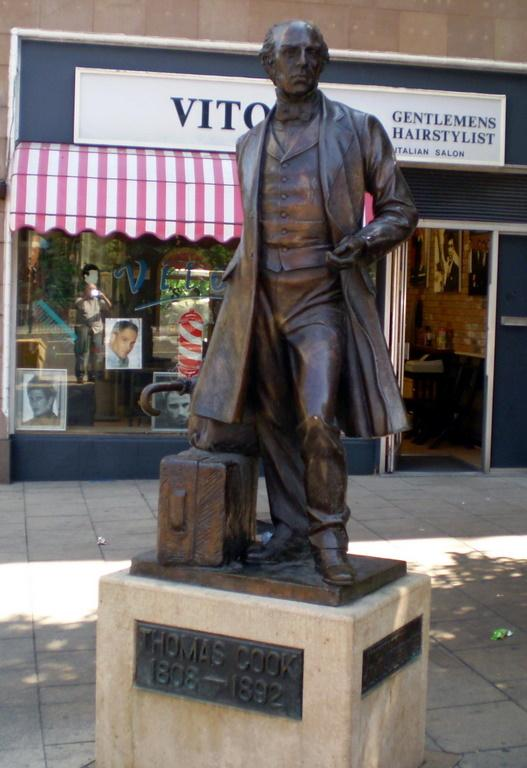
Thomas-Cook-Statue, 2009

Die Thomas-Cook-Statue ist eine Bronze-Statue des  britischen Bildhauers James Walter Butler.
Sie befindet sich in Leicester, England, an der London Road / Ecke Station Street nordwestlich des Bahnhofs. Die Bronze-Statue erinnert an Thomas Cook (1808–1892), der 1841 die erste bekannte kommerzielle Massenreise von Leicester nach Loughborough organisierte. Butler schuf die Skulptur 1993. Sie wurde am 14. Januar 1994 von Thomas Cook, einem Ururenkel Cooks, enthüllt.